# C-6 (1930)
El C-6 fue un submarino de la Clase C de la Armada Española construido por la SECN en el astillero de Cartagena, que participó en la Guerra civil en el bando republicano.

## Historial
Con su incorporación, el Arma Submarina alcanzó su máximo número de unidades operativas a lo largo de la historia de 16 unidades.
En 1932, el C-6 recibió a bordo la visita del Presidente de la República Niceto Alcalá Zamora, quien con este submarino inauguró un nuevo muelle del puerto de Alicante.
En 1933 y 1934 participó en las maniobras de la flota y en este último año realizó en compañía del C-3 un crucero de resistencia por el Mediterráneo, tocando los puertos de Bizerta, Alejandría, Haifa, Rodas, Salónica, El Pireo, Magdalena y Tolón.
En el verano de 1935 y en compañía de los otros cinco clase C, efectuó un viaje por diferentes puertos españoles, franceses, británicos e italianos, en los continentes europeo y africano.

### Guerra Civil
Cuando empezó la Guerra Civil se encontraba en el puerto de Cartagena y su comandante era el capitán de corbeta Romero Carnero.
El 18 de julio de 1936, en cumplimiento a las órdenes enviadas por el ministro de marina a la Flotilla de Submarinos,  sale de Cartagena junto con los submarinos Isaac Peral (C-1), C-3 y C-4, a los que se unió en la mar el B-6, rumbo al Estrecho de Gibraltar bajo el mando del Capitán de fragata Francisco Guimerá Bosch, con la misión de interceptar el paso de las tropas sublevadas desde el norte de África hacia la Península, situándose escalonadamente desde el cabo de Gata al estrecho de Gibraltar. 
El 20 de julio de 1936 entró en el puerto de Málaga junto con el resto de la flotilla, donde el Capitán de Fragata Guimerá y los mandos y oficiales de la flotilla son relevados del mando y arrestados, trasladándoseles al buque prisión Monte Toro. 
El nuevo comandante del C-6 fue el alférez de navío Sánchez Gómez, proveniente del Isaac Peral, que posteriormente lo entregó al capitán de corbeta Romero. 
El 15 de agosto zarpó hacia el Cantábrico junto con el C-3, con órdenes concretas de torpedear al acorazado España y al crucero Almirante Cervera, pero el C-3 sufrió averías en los motores que le obligaron a regresar a Cartagena, continuando el C-6 en solitario. 
Una vez en Gijón, recibió mensajes desde Madrid, dando la posición de los buques enemigos. El C-6 sorprendió fondeado al crucero Cervera, que disparaba contra la ciudad. Su comandante se desentendió, desaprovechando una buena ocasión, y reanudó la navegación hacia San Sebastián, donde el acorazado España, a poca velocidad, hacía fuego. En esta ocasión tampoco el comandante Mariano Romero se decidió a utilizar los torpedos basándose en dificultades técnicas, y la dotación lo relevó del mando acusándolo de traición. La misma dotación entregó el mando al Alférez de Navío Julián Sánchez-Ferragut Gómez. 
El 2 de octubre de 1936, el Gobierno recurrió al regreso de los submarinos C-3, C-4 y C-6 a la zona del Mediterráneo. El día 8 entraron en Málaga el C-3 y C-4, continuando el C-6 hasta Cartagena. 
El 1 de septiembre volvió a salir de Cartagena con destino al Cantábrico, con armamento y municiones, al mando del Alférez de Navío Sánchez-Ferragut y vigilado por el presidente del comité político del submarino, el auxiliar primero de torpedos y electricidad Ernesto Conesa Avilés, con la graduación de alférez de fragata. Nada más llegar a su destino el día 3, los bous armados Tritonia y Virgen del Carmen lo atacan con fuego de cañón al avistarlo en superficie. Posteriormente se incorporaron al ataque los remolcadores armados Galicia y Argos, así como los bous Juan Ignacio y Denis, obligándole a hacer inmersión tras una hora de combate artillero. Vuelto a la superficie, fue atacado de nuevo por un hidroavión Savoia-Marchetti SM.62 y seguidamente por el destructor Velasco (V), forzándolo de nuevo a sumergirse y lanzándole dos cargas de profundidad. 
En esta segunda fase de lucha, en la que resultó averiado el bou Juan Ignacio, el submarino logró escapar a Gijón sin sufrir ninguna avería, aun cuando los sublevados creían haberlo hundido. Las consecuencias de este primer encuentro surtieron un gran efecto en la moral la tripulación, que no esperaban encontrar una oposición tan tenaz en su nueva zona de operaciones. 
Por orden del 10 de noviembre de 1936 fue nombrado jefe de la escuadrilla de submarinos y comandante del C-6 el capitán de corbeta Verdía, que ejerció el mando hasta su muerte el 2 de enero de 1937 durante un ataque aéreo sobre la ciudad. Tomó el mando del submarino el capitán de la Marina Mercante Fidel Esperanza Zabala, que realizó dos salidas en busca del enemigo y tras una avería en el periscopio, el 15 de enero de 1937 regresó a Cartagena para efectuar un periodo de pequeñas reparaciones. 
El 1 de febrero tomó el mando el Capitán de Corbeta Luis Martínez, oficial soviético llamado Iván Alekseievich Burmistrov.
El C-6 efectuó una patrulla por las costas del Levante español desde el 5 al 11 de febrero, sin ningún resultado positivo. El 19 por la noche volvió a salir a la mar con las órdenes de bloquear Palma de Mallorca y torpedear todo buque mercante que entrase o saliera de puerto. Pero esta misión se frustró porque a las 15.09 horas del día 21, mientras navegaba a 25 m de profundidad a la altura del Cabo Blanco, fue atacado por un avión sublevado que le lanzó varias bombas, produciéndole la explosión una pérdida de gasóleo en sus tanques, por lo cual regresó a Cartagena a reparar. Entró en la noche del 22 y permaneció en esta situación hasta el 28 de marzo, en que volvió a estar operativo. 
El 28 de marzo de 1937, y al mando de Burmistrov, se trasladó de nuevo al Cantábrico y tomó como base el puerto de El Musel, donde se reunió con el C-2 y C-4, que habían llegado de Santander tras haber sido ocupada por las tropas franquistas. 
El 12 de mayo a las 07.00 horas entró en el puerto de Bilbao por avería en el motor de la giroscópica, quedando atracado en Galdames. Se dio orden de cubrir la artillería por la presencia de la aviación nacional, que lanzó un rosario de bombas, alcanzando una de ellas la cubierta del submarino junto al cañón por la banda de estribor, produciendo víctimas y destrozando la superestructura, averiando el pie del cañón y el casco resistente, así como tuberías y cables eléctricos que se encontraban en la zona de la explosión. El submarino fue trasladado por un remolcador a los talleres de la S.E.C.N. de Sestao para reparar, permaneciendo en esta situación hasta el 31 de mayo. 
El 18 de junio zarpó de Santander con el propósito de hundir alguno de los buques nacionales que operaban cerca de la costa, y el día 20 consiguió una buena posición de ataque con torpedos contra el crucero Almirante Cervera, al que lanzó dos a una distancia de 2.000 m sin lograr impactar ninguno de ellos. Más adelante, el 9 de julio volvió a localizar a este mismo barco e intentó aproximarse lo suficiente para efectuar otro ataque, pero el blanco no se dejó atrapar porque habitualmente navegaba a gran velocidad cambiando constantemente de rumbo. 
El 24 de agosto sufrió un ataque por cargas de profundidad lanzadas por el crucero Baleares, averiándole los timones de buceo de proa, por lo cual tuvo que dirigirse a puerto, entrando en Gijón el 2 de septiembre, una vez burlado el bloqueo intenso a que estaba sometido este puerto por la flota nacional. 
A primeros de septiembre y después del bombardeo del puerto, el C-2 y el C-4 partieron hacia Francia. El C-6 no pudo zarpar, al estar averiado. A mediados de octubre, ya listo para navegar, intentó romper el bloqueo que ejercía la flota nacional, y al mando de su comandante ruso zarpó del muelle y se hizo a la mar. Entre puntas se sumergió y avistó al cañonero-minador Júpiter, al que el comandante no dudó en tomar como blanco. Disparó dos torpedos, el primero lo esquivó el Júpiter en una guiñada y el segundo torpedo se hundió como un plomo tan pronto salió del tubo.
Después de este fracaso, el C-6 optó por regresar a Gijón, y el 20 de octubre, víspera de la entrada del Ejército franquista en la ciudad asturiana, la aviación descargó un fuerte bombardeo sobre las instalaciones portuarias, produciéndole averías, las cuales le impedían sumergirse. Ante la imposibilidad de repararlo, el jefe de las Fuerzas Navales en el Cantábrico, capitán de navío Valentín Fuentes, ordenó su hundimiento para evitar que cayera en manos del enemigo. 
El 20 de octubre fue hundido por su dotación frente a las costas de El Musel, Gijón, a 100 m de profundidad. La tripulación fue evacuada en el torpedero N.º 3. 
Fue dado de baja oficial en la Marina por Orden ministerial de 31 de julio de 1941.

## Intento de reflote
En 1948 fue recuperado y reflotado con ayuda de flotadores de aire y cabrias del puerto de Gijón. Pero cuando era remolcado hacia el desguace, falló el remolque y volvió a hundirse en aguas del Cantábrico.

## Mandos del buque
| Empleo                        | Nombre                        | Desde                    | hasta                    |
| ----------------------------- | ----------------------------- | ------------------------ | ------------------------ |
| Capitán de Corbeta            | José Núñez Rodríguez          | 27 de septiembre de 1930 | 30 de septiembre de 1932 |
| Capitán de Corbeta            | Rafael Guitian Carlos-Roca    | 30 de septiembre de 1932 | 19 de noviembre de 1934  |
| Capitán de Corbeta            | Mariano Romero Carnero        | 19 de noviembre de 1934  | 18 de julio de 1936      |
| Maquinista                    | León                          | 18 de julio de 1936      | 20 de julio de 1936      |
| Alférez de Navío              | Sánchez-Ferragut Gómez        | 20 de julio de 1936      | 15 de agosto de 1936     |
| Capitán de Corbeta            | Mariano Romero Carnero        | 15 de agosto de 1936     | 1 de septiembre de 1936  |
| Torpedista                    | Ernesto Conesa                | 1 de septiembre de 1936  | 10 de noviembre de 1936  |
| Teniente de Navío             | Remigio Verdia Joli           | 10 de noviembre de 1936  | 1 de enero de 1937       |
| Capitán de la Marina Mercante | Fidel Esperanza Zabala        | 1 de enero de 1937       | 25 de marzo de 1937      |
| Oficial ruso                  | I. Burmistrov (Luis Martínez) | 25 de marzo de 1937      | 20 de octubre de 1937    |